# Philippe Panneton
Pour les articles homonymes, voir Ringuet.
Œuvres principales
- Trente arpents (1938)

Philippe Panneton, dit Ringuet (nom de jeune fille de sa mère), né le 30 avril 1895 à Trois-Rivières, et mort le 28 décembre 1960 à Lisbonne, est un médecin, diplomate, romancier et essayiste québécois.   

## Biographie
Panneton naît à Trois-Rivières (Québec). Il obtient un diplôme en médecine de l'Université Laval en 1920. En 1935, il devient professeur à l'université de Montréal. 
Il est l'auteur du roman Trente arpents, paru en 1938, et devenu un des classiques de la littérature québécoise. 
En 1944, il est membre fondateur de l'Académie canadienne-française (aujourd'hui l'Académie des lettres du Québec), dont il est le président de 1947 à 1953. En 1956, il est nommé ambassadeur du Canada au Portugal. Il meurt à Lisbonne en 1960.

## Œuvre

### Romans
- Trente arpents. Flammarion, Paris 1938
  - (de) Trad. Franziska Maria Tenberg: Dreißig Morgen Land. Ein kanadischer Roman. Benziger, Einsiedeln 1940
- Fausse monnaie. Éditions Variétés Dussault et Péladeau, Montréal 1948
- Le Poids du jour. Éditions Variétés Dussault et Péladeau, Montréal 1949

### Recueil de nouvelles
- L'Héritage et autres contes, Montréal, Éditions Variétés Dussault et Péladeau, 1946

### Autres ouvrages
- Littératures à la manière de nos auteurs canadiens, Montréal, Éditions des essais — Édouard Garand éditeur, 1925 (en collaboration avec Louis Francoeur)
- Un monde était leur empire, Montréal, Éditions Variétés Dussault et Péladeau, 1943
- L'Amiral et le facteur ; ou Comment l'Amérique ne fut pas découverte, Montréal, Librairie André Dussault, 1954
- Confidences, Montréal, Fides, 1965 (posthume)
- Journal, Montréal, Guérin, 1998 (posthume)
- Le Carnet du cynique, Montréal, Guérin, 1998 (posthume)

### En traduction
- (en) Thirty Acres, Oxford University Press, New Canadian Library (1940) — Postface d'Antoine Sirois, trad. Felix et Dorothea Walter
- (de) Dreißig Morgen Land. Ein kanadischer Roman. trad. Franziska Maria Tenberg. Illustr. Willy Schneebeli. Benziger, Einsiedeln 1940
- (en) The Heritage, trad. Morna Scott Stoddart, dans Robert Weaver ed. Canadian Short stories, Oxford University Press, p. 82 — La première publication en anglais est parue dans la Tamarack Review en 1960.

### Études
Jean Panneton, Ringuet (Écrivains canadiens d'aujourd'hui), Montréal, Fides, 1970

## Honneurs
- 1924 – Prix David
- 1939 – Prix de la langue-française de l’Académie française
- 1940 – Prix littéraire du Gouverneur général
- 1947 – Prix de la langue-française de l’Académie française
- 1950 – Prix de la langue-française de l’Académie française
- 1955 – Prix Ludger-Duvernay
- 1959 – Médaille Lorne Pierce
- Président de l'Académie canadienne-française

Le prix Ringuet de l'Académie des lettres du Québec a été créé en son honneur.

## Hommages
La rue Ringuet a été nommée en son honneur, en 1977, dans la ville de Québec.